# Não Pare na Pista
Não Pare na Pista é um filme de drama biográfico brasileiro de 2014, sobre a vida de Paulo Coelho. Dirigido por Daniel Augusto e escrito por Carolina Kotscho, foi estrelado pelos irmãos Júlio Andrade e Ravel Andrade como o protagonista em fases distintas.

## Produção
Depois do lançamento de Dois Filhos de Francisco, Paulo Coelho quis conhecer a pessoa que fez o roteiro do filme. Então Coelho foi apresentado à Carolina Kotscho, que lhe propôs uma cinebiografia. Usando como base as próprias declarações de Paulo Coelho, o longa que na época foi intitulado de O Peregrino, veio a ser anunciada somente em abril de 2011, numa coletiva de impressa, onde Coelho relatou que tinha desejo que seu longa fosse dirigido por Clint Eastwood, veterano cineasta americano, pois acreditava que Eastwood reescreveria todo o roteiro.

## Enredo
O filme se concentra em três momentos distintos da carreira do escritor: a juventude, nos anos 1960; a idade adulta, nos anos 1980; e a maturidade, em 2013, quando refaz o Caminho de Santiago. Usando como base depoimentos do próprio Paulo Coelho, a história perpassa os momentos mais marcantes da vida do autor, como os traumas, a relação com as drogas e a religião, sexualidade e a parceria com o músico Raul Seixas.

## Elenco
- Júlio Andrade como Paulo Coelho
- Ravel Andrade como Paulo Coelho (jovem)
- Fabiana Gugli como Christina Oiticica
- Lucci Ferreira como Raul Seixas
- Enrique Díaz como Pedro Paulo Coelho
- Fabiula Nascimento como Lígia Coelho
- Vitor Novello como Fred
- Theresa Amayo como Lilisa
- Paz Vega como Luiza
- Nancho Novo como Jay
- Letícia Colin como Ana
- Beth Zalcman como Enfª. Cida
- Miguel Nader como Plínio

## Produção

### Antecedentes e desenvolvimento
A ideia do filme veio em 2005, no lançamento de Dois Filhos de Francisco, quando Paulo Coelho perguntou a um amigo se ele conhecia a pessoa que fez o roteiro do filme. Ele tinha interesse de encontrá-la para conversar sobre a maneira que a história foi contada. Coelho foi apresentado à Carolina Kotscho e conversaram sobre o projeto, de inicio o escritor hesitou, porém Carolina persistiu. Depois disso, aconteceram duas histórias em paralelo, por um lado, Carolina começou uma pesquisa intensa sobre sua vida, enquanto os advogados elaboravam os contratos de direito da história.
Em uma coletiva de imprensa realizada em 29 de abril de 2011, Paulo Coelho ao lado da roteirista Carolina Kotscho, anunciou o projeto de uma sua cinebiografia. Na época o roteiro consistia em 509 páginas originais de depoimentos dados pelo autor à roteirista Kotscho, porém desceu para 116 finais que deu um total de 123 cenas do longa. No encontro, foi revelado também o desejo de Coelho sobre direção e elenco. Ele queria que o longa-metragem fosse dirigido por Clint Eastwood, no entanto, Carolina Kotscho vetou cineastas americanos, pois acreditava que reescreveriam todo o roteiro.
Em setembro de 2011, estava em consideração que o ator Wagner Moura poderia interpretar o papel principal do filme, cujo título seria O Peregrino e que Sérgio Rezende tinha sido cotado para a direção. Depois das especulações, o filme passou um tempo buscando captação de incentivos fiscais, onde veio se tornar possível somente em dezembro de 2012, quando o Ministério da Cultura autorizou a captação de R$ 12,5 milhões. Duas semanas depois, foi então revelado que Júlio Andrade — que tinha acabado de interpretar o músico Gonzaguinha no filme Gonzaga - De Pai pra Filho — seria definitivamente o ator principal. A direção também foi confirmada e ficou a cargo de Daniel Augusto, um estreante. Em fevereiro de 2014, o título do filme foi trocado oficialmente de O Peregrino para Não Pare na Pista: A Melhor História de Paulo Coelho.

### Filmagens
As filmagens de Não Pare na Pista começaram em 23 de abril de 2013 no Rio de Janeiro. Depois de sete semanas filmando no Rio, a produção se mudou para Santiago de Compostela, na Espanha, trajeto considerado místico e espiritual para mais duas semanas de filmagens.
| “ | Como é um filme de época, que mostra a trajetória do Paulo Coelho antes de ele fazer sucesso, tínhamos que parar a cidade em alguns pontos, e a FR – RFC foi super bacana em garantir isso. Foi uma parceria que valeu muito a pena | ” |

A equipe passou por cenários variados, incluindo o Armazém do Senado, o Teatro Odisseia, o Hospital Nossa Senhora das Dores, o Colégio Pedro II, o Palácio Gustavo Capanema, a Ponte Rio-Niterói, a Igreja de Santa Cruz dos Militares, as praias do Leme e Urca, o Iate Clube de Paquetá, a Mansão das Heras e o Círculo Militar. Foram realizadas filmagens abertas na Avenida Presidente Antônio e nas Ruas da Imprensa, Debret e Almirante Barroso.

### Pós-produção
Stephen Murphy, que trabalhou em Harry Potter e as Relíquias da Morte, foi contratado para trabalhar nos efeitos especiais e garantir uma transição realista entre as atuações de Ravel e Julio. A direção de arte ficou sob supervisão de Antxón Gomez, que trabalhou com Pedro Almodóvar em Fale com Ela e Abraços Partidos.